# Linksjugend solid
Linksjugend solid (Eigenschreibweise Linksjugend ['solid]) ist ein politischer Jugendverband in Deutschland. Seine inhaltlichen Schwerpunkte sind Feminismus, Sozialismus, Basisdemokratie und Antifaschismus. Er steht der Partei Die Linke nahe und ist von dieser als Jugendorganisation anerkannt.
Der Studierendenverband Die Linke.SDS ist ein Bundesarbeitskreis der Linksjugend solid mit Sonderstatus.

## Selbstverständnis
Die Linksjugend solid versteht sich selbst als antikapitalistisch, sozialistisch, antifaschistisch, basisdemokratisch und feministisch. Die Bezeichnung „['solid]“
im eigenen Namen betont dabei die Ausrichtung des Jugendverbandes als „sozialistisch, links, demokratisch“.
Die Jugendorganisation sieht sich als eine Plattform für radikale Gesellschaftskritik und selbstbestimmte Politik, die verschiedene linke Strömungen zusammenführen soll. Dabei begreift sie sich als Teil emanzipatorischer Bewegungen und sucht auch auf internationaler Ebene die Zusammenarbeit mit gleichgesinnten politischen Jugendstrukturen. Zudem betrachtet sich die Linksjugend solid als Interessenvertretung linker Jugendlicher in und bei der Partei Die Linke.
Der Jugendverband bekennt sich zur Errichtung einer „klassenlose[n] Gesellschaft“, in der der Kapitalismus, der Rassismus und das Patriarchat überwunden sind. Banken und Konzerne sollen letztlich verstaatlicht und der Kontrolle der Beschäftigten unterstellt werden. Die Wirtschaft soll nach einem demokratisch legitimierten „gesamtgesellschaftlichen Produktionsplan“ gelenkt werden. Dennoch soll in „kritisch-solidarischer“ Zusammenarbeit mit der Partei Die Linke auch für grundlegende Reformen innerhalb des kapitalistischen Systems gekämpft werden.
Die Linksjugend solid betrachtet dabei den Staat nicht als neutralen Raum, sondern als Verdichtung von Kräfteverhältnissen zwischen Klassen. Potentielle Regierungsbeteiligungen der Partei Die Linke erachtet die Linksjugend solid nur für sinnvoll, wenn ein „klarer Transformationsprozess“ erkennbar ist und „rote Haltelinien“ eingehalten werden.
Aufgrund der Entstehung aus verschiedenen Jugendverbänden und durch das pluralistische Selbstverständnis der Linksjugend solid wie auch der Partei Die Linke ist im Jugendverband ein breites Spektrum politischer Meinungen vertreten. Daraus ergibt sich die Existenz verschiedener Strömungen, die etwa durch den israelsolidarischen Bundesarbeitskreis (BAK) Shalom oder durch den dem Trotzkismus nahestehenden BAK Revolutionäre Linke repräsentiert werden.

## Geschichte

Altes Logo

Am 20. Mai 2007 wurde auf der 9. Bundesdelegiertenkonferenz (BDK) von ['solid] – die sozialistische Jugend, dem PDS-nahen Jugendverband, die Linksjugend solid gegründet. An dieser Gründungsveranstaltung nahmen auch Delegierte der WASG-Jugend (z. B. Links!WASGeht Bayern) und der Jungen Linken.PDS Berlin-Brandenburg und Sachsen teil. Der Parteitag der Partei Die Linke am 16. Juni 2007 hat die Linksjugend solid als Jugendorganisation der Partei anerkannt. Der am 5. Mai 2007 gegründete Studierendenverband Die Linke.SDS wurde Teil der Linksjugend solid.
Auf dem ersten Bundeskongress (BuKo) im April 2008 in Leipzig beschloss der Jugendverband sein Grundsatzprogramm.

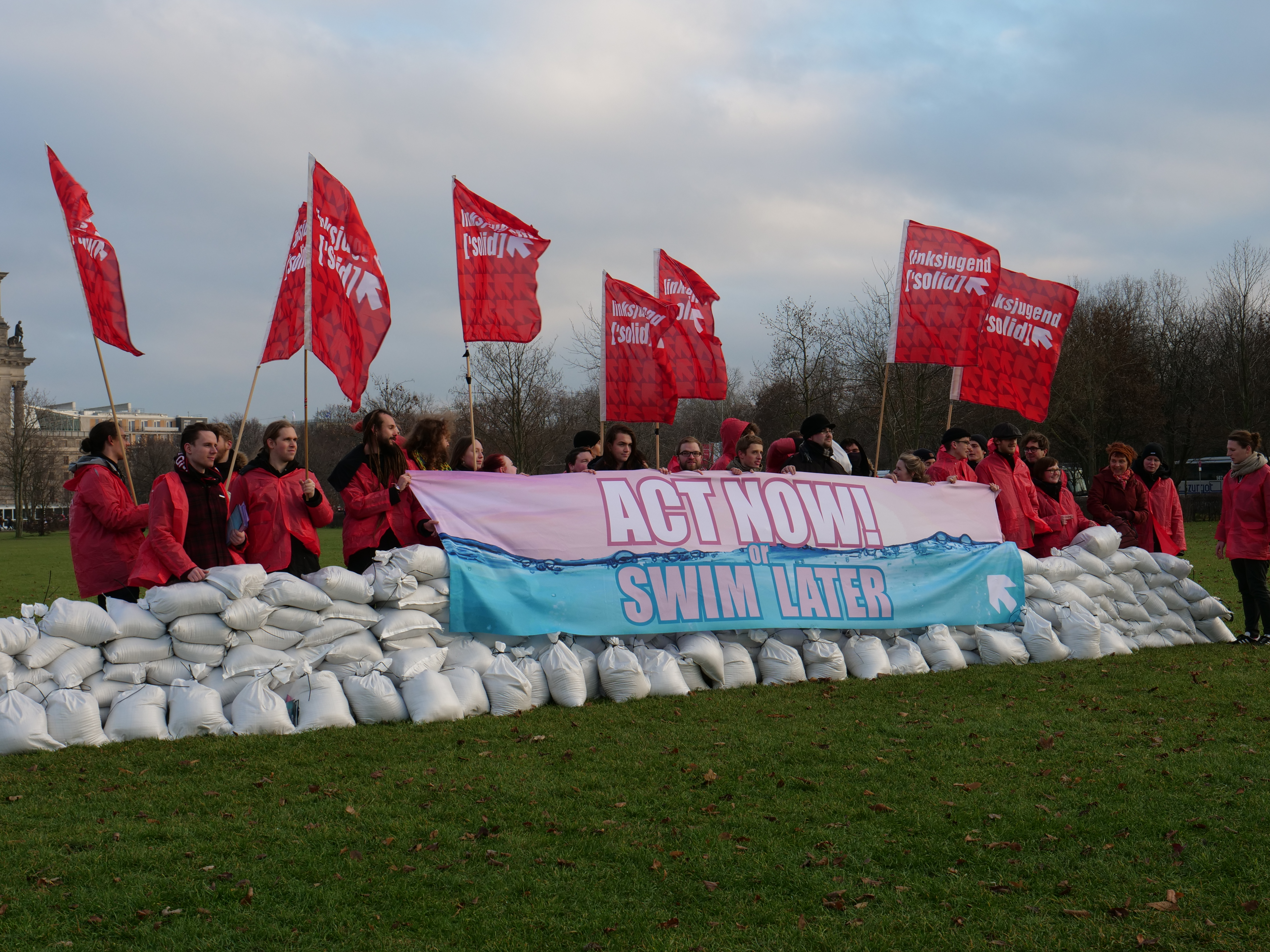
Protestaktion der Linksjugend solid für Klimaschutzpolitik (2019)

Wichtige Kampagnen der Linksjugend solid richteten sich gegen eine Reihe von Gipfeltreffen (etwa gegen den G8-Gipfel in Heiligendamm 2007, den G7-Gipfel auf Schloss Elmau 2015 oder den G20-Gipfel in Hamburg 2017) und Klimakonferenzen (etwa die UN-Klimakonferenz in Kopenhagen 2009). Die Linksjugend solid beteiligte sich auch an zahlreichen „Bildungsstreiks“ und war aktiver Teil des kapitalismuskritischen Blockupy-Bündnis. 2009 initiierte die Linksjugend solid eine antifaschistische „aufmucken gegen rechts“-Kampagne. Darüber hinaus beteiligte sich die Linksjugend solid an Wahlkämpfen der Partei Die Linke. Eine Reihe von Mitgliedern der Linksjugend solid zogen über Listenplätze der Partei Die Linke in Landtage oder den Bundestag ein (etwa Victor Perli oder Niema Movassat) und kandidierten auf aussichtsreichen Listenplätzen für das Europaparlament.
Im Rahmen der Fußball-Weltmeisterschaft 2018 rief die Linksjugend auf ihrer Webseite zur Aktion „Deutschland knicken“ auf, bei der Fahnen „eingesammelt“ werden sollen, gemeint ist damit auch das Abbrechen von an Fahrzeugen angebrachten Deutschlandfahnen. 2022 kritisierte die Linksjugend solid den Umgang mit sexualisierter Gewalt innerhalb der Partei Die Linke.
Aufgrund ihres antifaschistischen Engagements wurden mehrfach aktive Mitglieder durch Neonazis bedroht oder von solchen angegriffen – so unter anderem 2008 am Neuenhainer See durch die Freien Kräfte Schwalm-Eder, 2010 in Aachen, 2017 in Cottbus, 2019 in Eschweiler, 2022 in Schwerin und 2023 in Eisenhüttenstadt.
Liste der Bundessprecher
| Wahlperiode | Bundessprecher | Bemerkung |
| ----------- | --- | --- |
| 2007–2008   | Fabian Blunck, Mariama de Brito-Henn, Katalin Gennburg, Irene Köppe, Lena Kreck, Benjamin Krüger, Sarah Nagel, Barbara Paech, Victor Perli, Karin Schnetzinger, Max Steininger, Haimo Stiemer, Colin Turner, Felix Pithan | - Gennburg: seit 2025 MdB, 2016–2025 MdA Berlin, 2016–2021 Mitglied des Parteivorstands von Die Linke - Kreck: 2021–2023 Justizsenatorin in Berlin - Perli: 2017–2025 MdB, 2008–2013 MdL Niedersachsen |
| 2008–2009   | Julia Bonk, Benjamin Brusniak, Katharina Dahme, Florian Höllen, Konstantin Löbbert, Wiebke Martens, Karin Schnetzinger, Max Steininger, Haimo Stiemer, Lisa Umlauft                                                       | - Bonk: 2004–2014 MdL Sachsen, 2012–2014 Mitglied des Parteivorstands von Die Linke |
| 2009–2010   | Björn Buschbeck, Marco Heinig, Katharina Jung, Steffen Kühne, Anna Merkel, Michaela Seifferth, Haimo Stiemer, Franziska Stier                                                                                             | |
| 2010–2011   | Konstantin Bender, Björn Buschbeck, Katharina Dahme, Hannah Heyenn, Steffen Kühne, Christoph Kröpl, Norbert Müller, Juliane Pfeiffer, Jasper Prigge, Franziska Stier, Katharina Volk, Laura Wollny                        | - Müller: 2014–2021 MdB |
| 2011–2012   | Katharina Dahme, Adrian Furtwängler, Florian Häber, Josi Michalke, Felix Pithan, Juliane Pfeiffer, Jasper Prigge, Julia Range                                                                                             | |
| 2012–2013   | Malte Fiedler, Adrian Furtwängler, Imke Grittner, Anna Kumher, Sebastian Lucke, Josi Michalke, Kai Padberg, Jasper Prigge, Julia Range                                                                                    | |
| 2013–2014   | Lissy Bott, Wiete Fehner, Malte Fiedler, Florian Häber, Balakrishnan Koculan, Lisa Müller, Hannes Retzlaff, Miriam Strunge                                                                                                | - Strunge: seit 2015 MdBB Bremen |
| 2014–2015   | Lissy Bott, Lisa Müller, Hannes Retzlaff, Karsten Stöber, Miriam Strunge, Imogen Wilkins, Julius Zukowski-Krebs | |
| 2015–2016   | Malte Fiedler, Selin Gören, Josi Michalke, Thomas Popp, Carolin Tischner, Janis Walter, Imogen Wilkins, Julius Zukowski-Krebs                                                                                             | |
| 2016–2017   | Selin Gören, Daniel Kerekeš, Saskia Spahn, Carolin Tischner, Janis Walter, Julius Zukowski-Krebs | |
| 2017–2018   | Lissy Bott, Paul Gruber, Lucas Kannenberg, Jakob Migenda, Sarah Rambatz, Noro Schlorke | - Migenda: seit 2022 Landesvorsitzender Die Linke Hessen |
| 2018–2019   | Luisa Albrecht, Kathrin Gebel, Paul Gruber, Lucas Kannenberg, Jakob Migenda, Noro Schlorke, Sinem Ergüzel, Nadine Bendahou, Piet Jakobs, Konstantin Gräfe                                                                 | - Gebel: seit 2025 MdB, seit 2022 Mitglied des Parteivorstands von Die Linke - Gräfe: 2021–2022 Mitglied des Parteivorstands von Die Linke                                                             |
| 2019–2020   | Kathrin Gebel, Konstantin Gräfe, Franziska Liebich, Franzi Lucke, Michael Neuhaus, Natalie Prautsch, Maximilian Schulz, Benny Schwarz                                                                                     | |
| 2020–2021   | Charlie Birner, Carla Büttner, Sarah Dubiel, Selin Gören (nachgewählt), Rebekka Grotjohann, Michael Neuhaus, Jan Schiffer, Maximilian Schulz, Anna Westner (zurückgetreten)                                               | |
| 2021–2022   | Charlie Birner, Riley Dubiel, Jay Hammes, Gerda Krull, Felix Schattmann, Jan Schiffer, Henrik „Henno“ Spieler, Isabella Wolbart                                                                                           | |
| 2022–2023   | Angelo D’Angelo, Maxi Basak (zurückgetreten), Momo Eich, Emma Griebel (zurückgetreten), July Kölbel, Dio Kunz (zurückgetreten), Lena Reinhardt                                                                            | |
| 2023–2024   | Emma Böcker, Yasha Domscheit (zurückgetreten), Momo Eich, July Kölbel, Jonna Kühl, Wanja Nitzsche (nachgewählt), Tim Roschig, Malu Ayana Uhlig (nachgewählt), Kiara Welsch                                                | |
| 2024–2025   | Nikolai Arnaudov, Johanna Brauer, Jonna Kühl, Maria Lara Moubarak, Tim Roschig, Yannic Schalk, Limes „Ly“ Schäfer, Jannik Starcke, Kiara Welsch                                                                           | |

## Organisation
Der Jugendverband ist ein von der Partei rechtlich entkoppelter Verein mit verschiedenen Organen, die bundesweit agieren (siehe unten), gleichzeitig ist er der Dachverband für die Landesverbände. Die Organisationsstruktur der Landesverbände ist unterschiedlich: einige sind, wie der Bundesverband, nicht Teil der Partei (z. B. der Landsverband Brandenburg). Andere sind an die Partei angegliedert (z. B. der Landsverband Sachsen). Innerhalb der Landesverbände ist die Struktur je nach Satzung unterschiedlich. Üblicherweise bilden die Kreise und Kreisfreien Städte die kommunale Organisationsebene, innerhalb dieser kann es mehrere Basisgruppen (BG) geben.

### Organe
Die Organe sind auf Bundesebene der Bundeskongress (BuKo), der BundessprecherInnenrat (BSPR) und der Länderrat. Diese tagen grundsätzlich öffentlich.
Der Bundeskongress ist das höchste demokratische Entscheidungsorgan der Linksjugend solid. Er tagt mindestens einmal im Jahr, „um über die politischen Leitlinien für das nächste Jahr zu diskutieren und die Ausrichtung des Verbandes zu bestimmen“.
Der Bundessprecher*innenrat besteht aus 6 bis 15 gleichberechtigten Mitgliedern sowie einem Schatzmeister. Er wird jährlich neu gewählt und entscheidet zwischen den Kongressen. Er ist insbesondere für die Presse- und Öffentlichkeitsarbeit und die Umsetzung der Beschlüsse des Bundeskongresses verantwortlich. Er hält den Geschäftsbetrieb aufrecht und koordiniert die Arbeit der Landesverbände.
Auf Landesebene existieren Vorstände, die je nach Satzung Landessprecher:innenrat (LSPR) oder Beauftragtenrat (BR) genannt werden. Sie werden auf landesweiten, basisdemokratischen Versammlungen (oft Landesjugendplenum oder Landesmitgliederversammlung genannt) gewählt und so beauftragt, sich um die Presse- und Öffentlichkeitsarbeit zu kümmern, die Umsetzung der Beschlüsse des Landesjugendplenums zu koordinieren und den Geschäftsbetrieb aufrechtzuerhalten.

### Arbeitsweise
Innerhalb des Bundesverbandes existieren folgende Arbeitsgruppen (AGs), die den Bundessprecher:innenrat bei der Organisation unterstützen: Propaganda, TikTok, Internationales, Bildungsnetzwerk, Antirassismus, Antisemitismuskritik, Awareness. Des Weiteren gibt es als freie und themengebundene Zusammenschlüsse die Bundesarbeitskreise (BAKs) Die Linke.SDS, Aesthetik, Antimilitarismus, Bytva, Feminismus, Hinterland, Klassenkampf, IT, Mediation, Marxistisches Netzwerk, Queer, Shalom, Sozialistische Wirtschaftspolitik, Teilhabe.
Auf Landesebene gibt es die Landesarbeitskreise (LAKs), in einigen Bundesländern alternativ auch Landesvorstände, Landeskoordinierungsräte oder Beauftragtenrat genannt, und Kommissionen der Landesebene. Das Gros der Arbeit findet in den über 200 Basisgruppen (BGs) statt.

### Mitglieder
Mitglied können alle Personen im Alter von 14 bis 35 werden. Mitglieder der Mutterpartei Die Linke im entsprechenden Alter werden automatisch zu passiven Mitgliedern im Jugendverband.
Mit ihren inzwischen über 22.500 Mitgliedern sieht sich die Linksjugend solid selbst als den „größten linksradikalen Jugendverband Deutschlands“. Von den Mitgliedern sind über 8.000 aktiv, haben also ihren Beitritt in Textform bewusst erklärt.
Die Förderung der Gleichstellung der Mitglieder ist ein Grundprinzip des Verbandes. So muss bei Wahlen innerhalb des Jugendverbandes zu Gremien und Organen grundsätzlich ein mindestens fünfzigprozentiger „FLINTA*-Anteil“ (Female, Lesbian, Inter, Nonbinary, Trans, Agender) gewährleistet sein. Außerdem haben FLINTA*-Personen das Recht, innerhalb des Verbandes eigene Strukturen aufzubauen und FLINTA*-Plena (das Abhalten einer Versammlung, an denen nur FLINTA*-Personen teilnehmen) durchzuführen, sowie ein Veto mit aufschiebender Wirkung einzulegen.

### Veranstaltungen
Der Landesverband Sachsen veranstaltet seit 1999 jährlich das Pfingstcamp (kurz „PfiCa“). Angefangen als Zeltlager ist es heutzutage ein kleines Festival mit Programm zu politischer Theorie, Workshops zum Wissenstransfer und Musik zum Tanzen. Auch andere Landesverbände bieten mittlerweile ähnliche Veranstaltungen an, das Sächsische PfiCa ist bislang aber das erfolgreichste.
Die Linksjugend veranstaltet Camps und Freizeiten mit politischem und emanzipatorischem Anspruch. Weiterhin finden auch inhaltliche Workshops, politische Rollenspiele und Aktionen statt. Das erste Camp Ya Basta! fand im Sommer 2007 in Bielefeld statt. 2008 folgte das Klimacamp in Hamburg, das vom Bundesarbeitskreis Klima der Linksjugend mitgestaltet wurde und an dem sich der Verband mit einem eigenen Barrio beteiligte, im September 2008 beteiligte sich der Verband am 5. Europäischen Sozialforum in Malmö (Schweden) mit einer eigenen Veranstaltung.

## Verhältnis zum Verfassungsschutz
Die Linksjugend solid fordert – gemeinsam mit den Jusos und der Grünen Jugend – die Abschaffung des Bundesamtes und der Landesbehörden für Verfassungsschutz. Anlass für die gemeinsame Forderung war im Mai 2020 die Einstufung von Ende Gelände als linksextremistische Bewegung durch den Verfassungsschutz Berlin. Schon seit 2014 ist die Forderung nach der Abschaffung der Verfassungsschutz-Behörden Bundeskongress-Beschlusslage bei der Linksjugend solid.
Die Linksjugend wird auf Bundesebene nicht mehr vom Verfassungsschutz beobachtet, aber einige Landesverbände. Im Zuge der Beobachtung der Partei Die Linke durch den Verfassungsschutz wurde sie in den Bundesverfassungsschutzberichten 2007 und 2008 erwähnt und unter „linksextremistische Bestrebungen und Verdachtsfälle“ geführt. In den Berichten der Jahre 2010 und 2011 wurde der Jugendverband noch im Bereich „Linksextremismus“ genannt, aber seit 2012 nicht mehr erwähnt.
Dem Landesamt für Verfassungsschutz Baden-Württemberg, dem Bayerischen Landesamt für Verfassungsschutz und dem Verfassungsschutz Nordrhein-Westfalen gelten die dortigen Landesverbände, in Baden-Württemberg und Bayern inklusive des Sozialistisch-demokratischen Studierendenverbandes, als linksextremistische Bestrebungen. Noch 2025 wurde einem Verbandsmitglied in Bayern unter Verweis auf die Einschätzung des Landesamtes für Verfassungsschutz die Weiterbeschäftigung im öffentlichen Dienst verwehrt.

## Umgang mit Antisemitismus
Insbesondere Anfang der 2010er Jahre fielen einige Landesverbände von Linksjugend solid zum Teil durch antisemitische Parolen am Rande von Demonstrationen auf. So unterzeichnete die Linksjugend solid Ruhr einen Appell zu einer Demonstration in Essen, der Israel einseitig die Schuld an Kriegshandlungen im Gazastreifen gab. Auch beteiligte sich die Linksjugend NRW 2014 an „israelkritischen“ Demonstrationen, bei denen Neonazis mitmarschierten und die Linksjugend über soziale Medien positive Kommentare von rechts erhielt. Nach einer von Linksjugend solid Ruhr angemeldeten Pro-Gaza-Kundgebung unter Beteiligung von etwa 2000 Menschen in Essen, die zunächst friedlich verlief, kam es zu Auseinandersetzungen mit Gegendemonstranten, bei denen etwa 200 Anti-Israel-Demonstranten gegen Pro-Israel-Demonstranten vorgingen.
Seit 2007 existiert der Bundesarbeitskreis „Shalom“, der als „Plattform gegen Antisemitismus, Antizionismus, Antiamerikanismus und regressiven Antikapitalismus“ dienen soll. 2015 verabschiedete der Bundeskongress einen Appell unter dem Titel Gegen jeden Antisemitismus, der solchen Vorfällen entgegenwirken sollte.
Am 10. April 2022 stimmte eine Vollversammlung des Berliner Landesverbandes der Linksjugend mehrheitlich für einen Beschluss, Israel als Apartheidsstaat sowie „Zionismus als reaktionäre, bürgerliche Ideologie“ zu benennen. Der Verband beruft sich dabei auf Amnesty International und Human Rights Watch.
Ein Mitglied in Frankfurt wurde im August 2025 ausgeschlossen, nachdem es auf X einer Gruppe jüdischer Schüler, die ein spanisches Flugzeug vor dem Start hatten verlassen müssen, den Tod gewünscht hatte.